# Georg Fließbach
Georg Karl Peter Heinrich Fließbach (* 13. September 1864 in Landechow, Kreis Lauenburg i. Pom.; † 29. Dezember 1934 in Stolp) war ein deutscher Rittergutsbesitzer und Parlamentarier.

## Leben
Georg Fließbach studierte an der Rheinischen Friedrich-Wilhelms-Universität Bonn. 1886 wurde er Mitglied des Corps Palatia Bonn. Nach dem Studium wurde er Besitzer des Ritterguts Landechow im Kreis Lauenburg in Pommern.
Fließbach saß nach einer Nachwahl am 28. Februar 1913 bis zum Ende der 21. Legislaturperiode (7. Mai 1913) für den Wahlkreis Köslin 1 (Lauenburg, Bütow, Stadt- und Landkreis Stolp) im Preußischen Abgeordnetenhaus. Er gehörte der Fraktion der Konservativen Partei an.